# Cocumont
Cocumont település Franciaországban, Lot-et-Garonne megyében. Lakosainak száma 1110 fő (2022. január 1.). Cocumont Meilhan-sur-Garonne, Grignols, Sigalens, Guérin, Marcellus, Montpouillan, Romestaing és Saint-Sauveur-de-Meilhan községekkel határos.

## Népesség
A település népességének változása:
| Lakosok száma | 1141 | 1022 | 937  | 934  | 1078 | 1110 | 1081 | 1087 | 1089 | 1110 |
|               | 1968 | 1982 | 1990 | 2006 | 2013 | 2015 | 2017 | 2019 | 2020 | 2022 |